# 江守五夫
江守 五夫（えもり いつお、1929年1月15日 - 2016年10月18日）は、日本の社会学・法学者。千葉大学名誉教授。専門は法社会学、民族学。
結婚のあり方などから日本社会の構造を探究し、村落、家族の研究につとめ、婚姻史、婚姻思想の分析に業績をあげた。

## 来歴
石川県金沢市に生まれる。1951年に東京大学法学部を卒業した。東京大学社会科学研究所助手を経て、1958年に明治大学法学部助教授となる。以後、同大学で教授に就任後、千葉大学人文学部に移り、さらに法経学部の教授を務めた。1983年から1987年まで、東大社会科学研究所の併任教授も兼務した。1993年に千葉大学を定年退官して、名誉教授となる。その後は帝京大学文学部教授、東京家政大学文学部教授を務めた。
この間、1962年には「民族法学の方法論に関する一考察」で九州大学より法学博士の学位を、1977年には「日本村落社会の構造」で東京教育大学より文学博士の学位を、それぞれ取得した。
2008年秋の叙勲で瑞宝中綬章を受章した。
2016年10月18日に多臓器不全で死去した。

## 著書
- 『法社会学方法論序説』法律文化社、1962年
- 『結婚の起源と歴史』社会思想社〈現代教養文庫〉、1965年
- 『母権と父権 婚姻にみる女性の地位』弘文堂、1973年
- 『日本村落社会の構造』弘文堂、1976年
- 『愛の復権 切り離された《愛》と《性》』大月書店、1977年
- 『現代婚姻思想の展開』国書刊行会、1977年
- 『家族の起源 エンゲルス『家族、私有財産および国家の起源』と現代民族学』九州大学出版会、1985年
- 『日本の婚姻 その歴史と民俗 日本基層文化の民族学的研究Ⅱ』弘文堂、1986年
- 『家族の歴史民族学 東アジアと日本 日本基層文化の民族学的研究3』弘文堂、1990年
- 『物語にみる婚姻と女性 『宇津保物語』その他』日本エディタースクール出版部、1990年
- 『歴史のなかの女性 人類学と法社会学からの考察』彩流社、1995年
- 『婚姻の民俗 東アジアの視点から』吉川弘文館〈歴史文化ライブラリー〉、1998年

### 共編著
- 『日本の法社会学 文献研究 法社会学論争』（藤田勇との共編）日本評論社、1969年
- 『韓国両班同族制の研究』（崔龍基との共編）第一書房、1982年
- 『満族の家族と社会』（愛新覚羅顕琦との共編）第一書房、1996年
- 『家・屋敷地と霊・呪術』（長谷川善計・肥前栄一との共編） 早稲田大学出版部〈シリーズ比較家族〉、1996年

### 翻訳
- E.A.ウェスターマーク『人類婚姻史』社会思想社、1970年
- マリノウスキー、R.ブリフォールト『婚姻 過去と現在』社会思想社、1972年
- 厳汝嫻主編『中国少数民族の婚姻と家族』（監訳。翻訳は百田弥栄子、曽士才、栗原悟）第一書房、1996年

## 記念論集
- 宮良高弘・森謙二 編『歴史と民族における結婚と家族 江守五夫先生古稀記念論文集』第一書房、2000年